# Мичуринский локомотиворемонтный завод
АО Мичу́ринский локомотиворемо́нтный заво́д «Милоре́м» (Мичуринский ЛРЗ) — завод в городе Мичуринске Тамбовской области, производящий ремонт тепловозов серий ЧМЭ3, М62,ТЭМ2,ТЭМ7 для нужд железных дорог.

## История завода
Завод основан в 1866 году как Козловские железнодорожные мастерские Рязанско-Козловской железной дороги. Мастерские производили тяжёлый (капитальный) ремонт паровозов и вагонов, принадлежащих железной дороге, выпускали чугунное и медное литьё, стальные поковки для депо. Кроме того, здесь строились товарные и пассажирские вагоны. Численность работников мастерских в 1867 году составляла 149 человек.
Козловские паровозные мастерские в 1928 году получают статус паровозоремонтного завода. В декабре 1931 года Комиссия Исполнения при Совнаркоме СССР причислила Козловский паровозоремонтный завод к лучшим предприятиям Советского Союза, ему было вручено Красное Знамя ЦК Союза железнодорожников и Всесоюзного объединения ремонтных заводов. Паровозы завод ремонтировал до 1976 года. С 1973 года завод называется тепловозоремонтным (Мичуринский ТРЗ), начинается переориентация на ремонт маневровых тепловозов чехословацкого (завод ЧКД) производства ЧМЭ2 и ЧМЭ3. Последний отремонтированный на заводе паровоз Эу−703-49 вернулся на территорию завода и занял место на постаменте. Кроме вышеупомянутых серий тепловозов завод в разное время капитально ремонтировал тепловозы серий ТЭМ1М, ТЭП60, М62 (всех модификаций). Завод не просто ремонтировал тепловозы ЧМЭ3 и М62, но и сам производил около 500 наименований деталей к ним. На заводе было освоено изготовление котлов для железнодорожных цистерн.
В 2001 году завод стал лауреатом общественной премии «Российский национальный Олимп».
В 2008—2009 годах завод оказался в состоянии тяжелого кризиса. Резко упали объёмы производства. За первые девять месяцев 2010 года было отремонтировано всего 25 тепловозов, а также 17 дизель-генераторных установок. В прежние времена этот объём работ завод выполнял за 1-1,5 месяца. С осени 2009 года завод покинули около тысячи человек, оставшиеся рабочие были переведены на трехдневную рабочую неделю.
Чтобы не допустить банкротства Производственного кооператива «Милорем» в 2009 году ему предоставлена гарантия области в объёме 130 миллионов рублей для получения стабилизационного кредита. Предприятие преобразовано в акционерное общество, основным акционером стал инвестор ЗАО «УК „ТрансСервисГрупп“». Благодаря достигнутым договоренностям с ОАО «РЖД» за 11 меяцев 2012 года из ремонта было выпущено 199 секций тягового подвижного состава.
В 2012 году между ОАО «МЛРЗ „Милорем“» и ОАО «РЖД» заключен долгосрочный контракт на выполнение работ по ремонту и модернизации тягового подвижного состава. В рамках этого контракта утверждена трехлетняя программа ремонта. По итогам 2012 года из заводского ремонта выпущено 217 локомотивов серии ЧМЭ3 и М62, а за 2013 год — 240 секций.